# Bang en boomerang
Bang en boomerang, arbetsnamn: "Stop and Listen to Your Heart", är en sång skriven av Benny Andersson, Björn Ulvaeus och Stikkan Anderson. Låten spelades först in i demoversion, med text på engelska under arbetstiteln "Stop and Listen to Your Heart" av Abba i september 1974. Sångtexten jämför "kärlekens budskap" med de återvändande bumeranger som Australiens urbefolkningar aboriginerna utvecklade.

## Historik

### Svenne & Lotta-versionen
Under sent 1974 bjöds Benny Andersson och Björn Ulvaeus in av Sveriges Television att till den svenska Melodifestivalen 1975 delta med ett bidrag. Då Abba inte ville medverka, året efter deras bidrag Waterloo vunnit, gav de i stället bort låten till popduon Svenne & Lotta, som också hade kontrakt med Polar Music. Låten fick ny text på svenska, "Bang en boomerang", och Svenne & Lotta spelade in låten i november 1974, med Benny Andersson och Björn Ulvaeus som producenter, med ett annorlunda arrangemang, framför allt kortare (2:50 minuter) än den ursprungliga demoversionen, för att anpassas till Eurovision Song Contests treminutersregel. Svenne & Lotta framförde sedan sången då den slutade på tredje plats i den svenska Melodifestivalen 1975. Melodin låg på Svensktoppen i sju veckor under perioden 9 mars-11 maj 1975, med andraplats som bästa resultat där. Svenne & Lottas singel är en av titlarna i boken Tusen svenska klassiker (2009).
Svenne & Lotta spelade också in sången med text på engelska, och båda versioner låg 1975 på deras album Svenne & Lotta 2/Bang-A-Boomerang (Polar POLS 258). Den engelskspråkiga versionen släpptes även på singel i Danmark, och blev populär där och ur ett skandinaviskt perspektiv ses låten av många fortfarande som en hitsingel från Melodifestivalen av Svenne & Lotta.
Abba gjorde sedan en nyinspelning av låten under tidigt 1975, med Svenne & Lottas bakgrundsarrangemang, och förlade den till albumet Abba 1975 och den släpptes den 21 april 1975 även på singel i Frankrike, med SOS som B-sida. Den låg även på Abba:s första Greatest Hits-album, släppt 17 november 1975, men Abba-versionen släpptes aldrig på singel i Skandinavien.

### Noices version
Den svenska punkrockgruppen Noice spelade in låten 1981 på deras tredje album, Det ljuva livet.
Deras version finns med på samlingsalbumen Flashback Number 12, Svenska popfavoriter och 17 klassiker. Noices liveversion inspelad i Karlskoga 4 september 2004 finns med på Officiell Bootleg Live släppt 2005.

### Andra versioner
- Den danska sångaren Ulla Pia spelade in låten med text på danska.
- 1998 spelade den svenska hårdrocksgruppen Black Ingvars in en cover på sången, i hårdrocksversion på albumet Schlager Metal.[6]
- År 2000 spelade det svenska dansbandet Lotta Engbergs in en cover på den svenskspråkiga versionen av sången, till bandets musikalbum "Vilken härlig dag", och den finns även på den svenska dansbandssångerskan Lotta Engbergs samlingsalbum Världens bästa Lotta från 2006.[7]
- 2007 släppte producenten Leonard T. låten Go (med sång av Maia Lee), med samma melodi som "Bang en boomerang" men annan text.
- En dance-/pop-cover på svenska spelades in av Banana Girls.
- En tyskspråkig version spelades in av sångaren Nico Gaik på albumet Musicalstars sing Abba.  Denna version kallades "Sing, wenn du mal traurig bist".

## Listplaceringar
| Lista (1975)       | Position |
| ------------------ | -------- |
| Belgien (Flandern) | 29       |
| Norge              | 11       |

### Fotnoter
1. ↑  ”ABBA Annual 1974”. Arkiverad från originalet den 23 maj 2013. https://web.archive.org/web/20130523010149/http://www.abbaannual.com/1974.htm. Läst 11 december 2010.
2. ↑  Svensktoppen - 1975
3. ↑  Gradvall et al 2009, #425
4. ↑   ”Arkiverade kopian”. Arkiverad från originalet den 11 maj 2008. https://web.archive.org/web/20080511165625/http://www.carlmagnuspalm.com/abba/blds.html. Läst 2 april 2008. ABBA - The Complete Recording Sessions, Palm, Carl Magnus, page 45
5. ↑  Information i Svensk mediedatabas.
6. ↑  Information i Svensk mediedatabas.
7. ↑  Information Arkiverad 30 mars 2012 hämtat från the Wayback Machine. i Svensk mediedatabas.
8. ↑  ”Bang a Boomerang”. Ultratop. 3 augusti 1975. http://www.ultratop.be/nl/song/1ae86/Svenne-&-Lotta-Bang-A-Boomerang. Läst 13 februari 2015.
9. ↑  ”Bang a Boomerang”. Norwegiancharts. 3 augusti 1975. http://norwegiancharts.com/showitem.asp?interpret=Svenne+%26+Lotta&titel=Bang-A-Boomerang&cat=s. Läst 25 december 2010.